# Лох-Дерг (озеро, Ольстер)
Лох-Дерг (ирл. Loch Dearg, англ. Lough Derg) — небольшое озеро в графстве Донегол Ирландии, примерно в семи километрах от деревни Петтиго, наиболее известное расположенным на его островах Чистилищем святого Патрика.
Площадь поверхности — 8,9 км².
На озере расположены острова Стейшн (Station Island), Святые острова (Saints Island), Инишгук (Inishgook), Грейвлендс (Gravelands Island), Филипбой (Philipboy Island).